# Urbano Lucchesi
Urbano Lucchesi (Lucca, 18 de enero de 1844-Florencia, 7 de enero de 1906) fue un escultor Italiano.

## Biografía

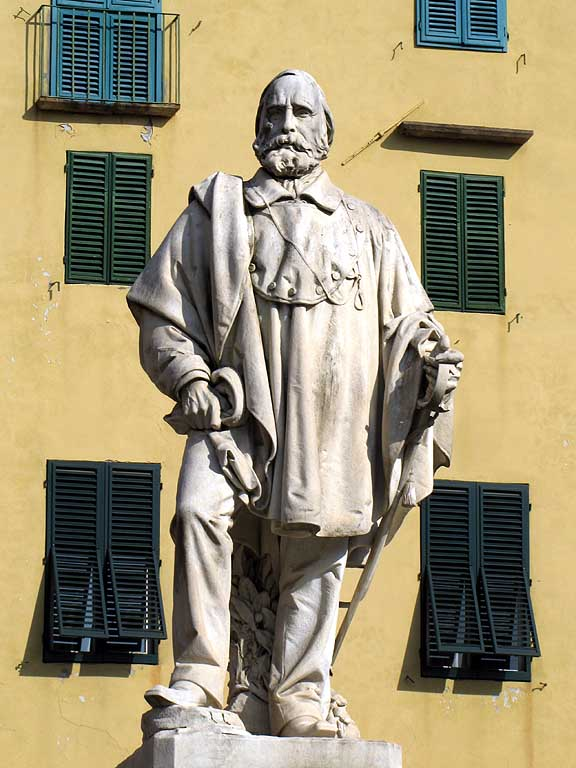
Monumento a Giuseppe Garibaldi, en Lucca, Italia.

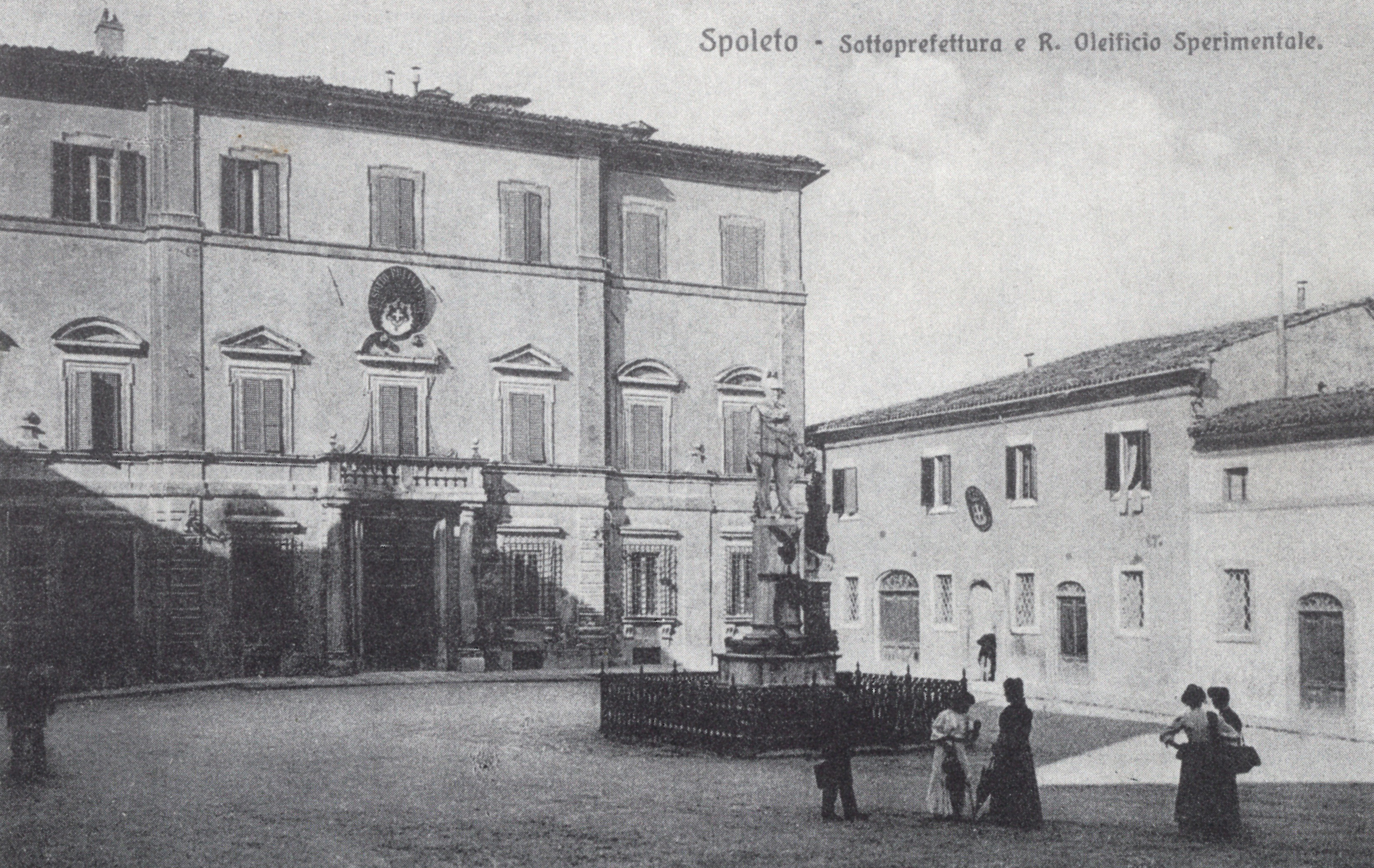
Monumento a Vittorio Emanuele II, en la piazza della Libertà, Spoletto, Perugia.

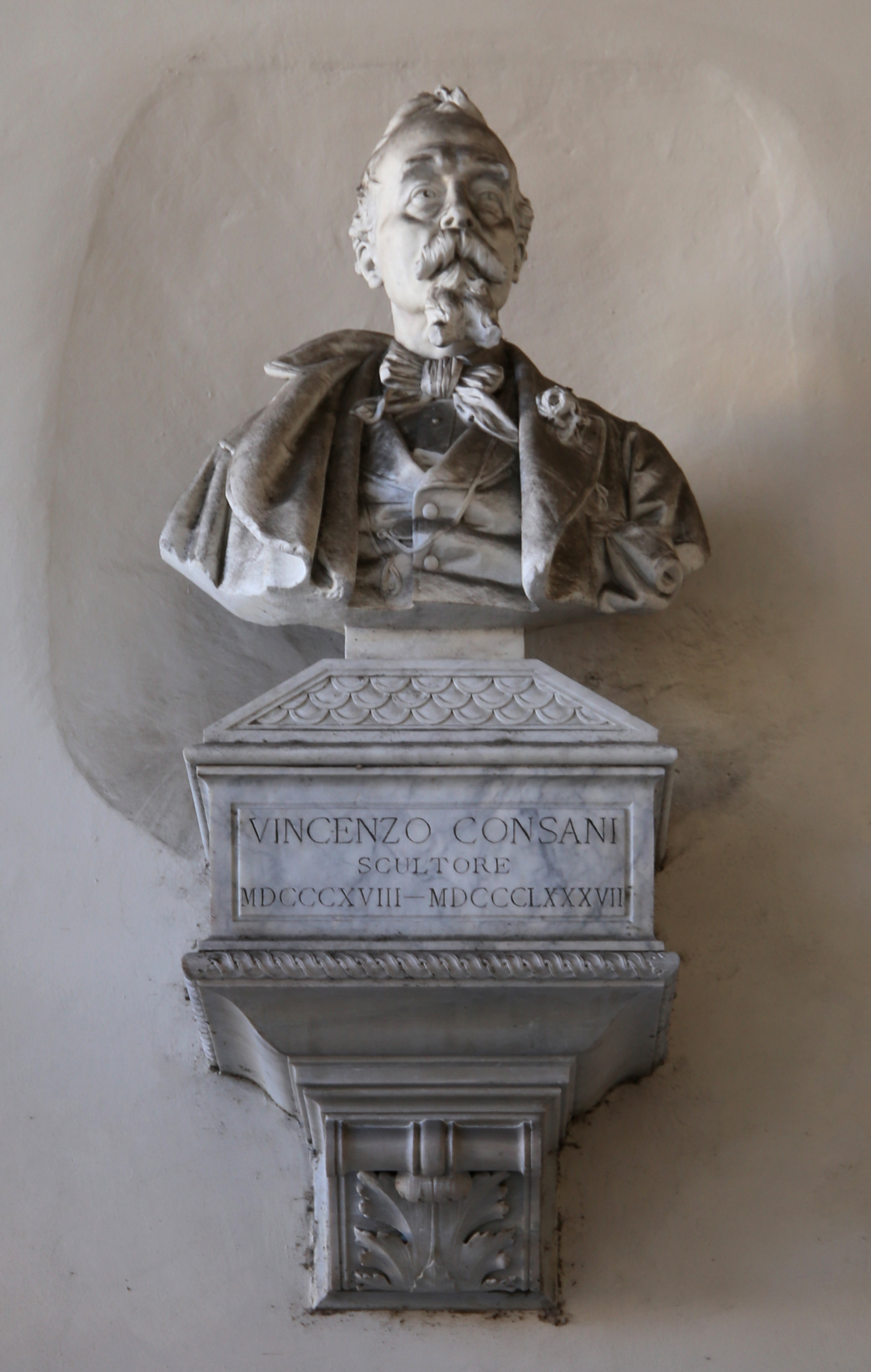
Busto de Vincenzo Consani, en el Palazzo Pretorio de Lucca.

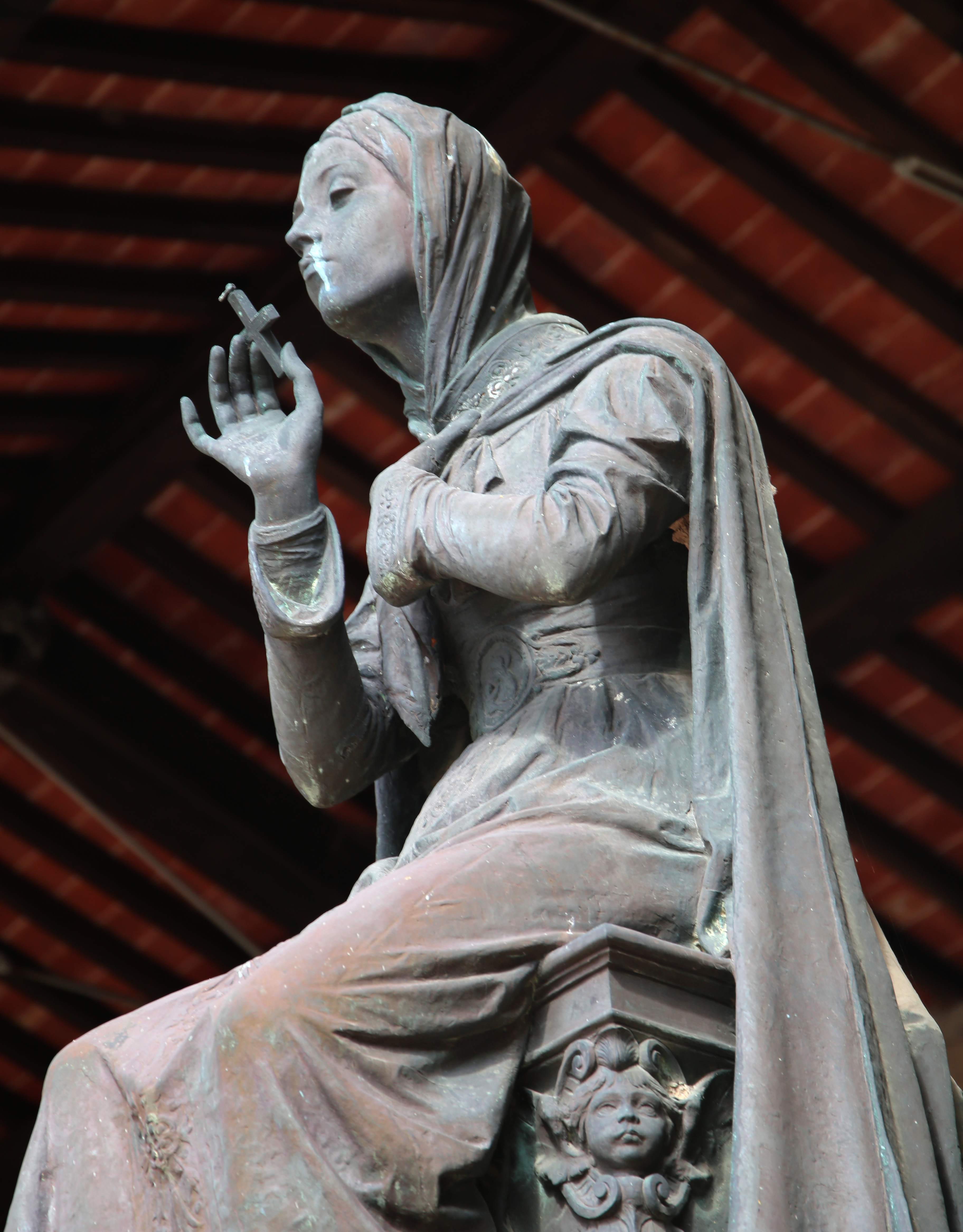
Monumento funerario a la memoria de Rosalia Francesconi, cementerio de Santa Ana, Lucca

Desde muy joven tuvo la oportunidad de aprender el arte de la escultura, primero, ocasionalmente, a través del maestro de Augusto Passaglia y en un taller local de escultura en madera y marfil; luego, en 1862, asistió al Real Instituto de Bellas Artes de Lucca donde fue alumno de Carlo Dal Poggetto.
Ingresó en 1871	a la Academia de Bellas Artes de Florencia animado por su tío, el escultor Vincenzo Consani, donde tuvo como profesor a Giovanni Dupré (1817-1882). En 1875 fue nombrado profesor residente de la academia; fueron sus alumnos, entre otros, Lucio Correa Morales, Odo Franceschi, Pietro Guerri y Francisco Cafferata. 
Participó, en 1880, en el concurso para la realización, en Lucca, de la estatua de Vittorio Emanuele II, del que resultó ganador Augusto Passaglia; por su parte, él obtuvo el encargo de realizar el monumento a Garibaldi. 
Desde 1876 hasta 1906 ejerció la dirección artística en la fábrica de cerámica y porcelana Ginori ("Manifattura di Doccia"), en la que aportó nuevos diseños derivados de la literatura dramática y la pintura de los macchiaioli.
El Museo Nacional de Villa Guinigi en Lucca atesora en su acervo bocetos de monumentos y fuentes y esculturas en bronce y yeso.

## Obras
- 1875 - Busto de Giovanni Battista Donati, en mármol de Carrara de 66 x 44 cm. Reproduce la imagen de una fotografía tomada por Giacomo Brogi (1822-1881).[6]
- En 1886 recibió el encargo de realizar una estatua en mármol de Donatello —con motivo del quinto centenario de su nacimiento— que se colocaría en la basílica de la Santa Cruz, pero nunca concluyó la obra; un modelo en yeso, presuntamente del autor, se encuentra en el Palacio Pitti en Florencia.[7]
- 1887 - Busto de Giorgio Giorgi, médico, ubicado en Bagni di Lucca.[8]
- 1889 - Monumento a Giuseppe Garibaldi, estatua en mármol. Ubicado en la plaza del Giglio, en Lucca, Italia. Representado de pie con una espada apoyada en el suelo.[9]
- 1890 - Busto de Giuseppe Mazzini, realizado en mármol y ubicado en el Baluarte San Regolo, Lucca.[10]
- 1892 - Monumento a Vittorio Emanuele II. Busto en mármol sobre un pedestal, en Spoleto, Perugia. Fue inaugurado el 5 de septiembre con la presencia del rey Umberto I.[11]
- 1893 - Busto a Benedetto Cairoli. Escultura en bronce, ubicado en el Baluarte della Libertà, Lucca.
- 1894 - Busto de Percy Bysshe Shelley, escultura en bronce en la plaza Percy Bysshe Shelley, Viareggio. Retirado en 1943, fue rescatado antes de ser fundido en la época de la Segunda Guerra Mundial y, en 2017, devuelto a su ubicación original. El epígrafe es obra de Giovanni Bovio.[12]
- 1897 - Busto de Vincenzo Consani, escultor, tío de Lucchesi. Tallado en mármol. Ubicado en la galería del Palazzo Pretorio de Lucca.[13]
- 1897 - Monumento a los caídos por la patria. Estatua de bronce de una figura alada portando una corona de laureles sobre una base de piedra, ubicado en la plaza XX Settembre, en Lucca.[14]
- 1901 - Monumento funerario a la memoria de Rosalia Francesconi Sani. En el cementerio de Santa Ana (antes cementerio urbano de Lucca).[2]
- 1902 - Busto de Giuseppe Garibaldi, escultura en bronce inaugurada el 2 de junio con motivo del vigésimo aniversario de su fallecimiento. Sito en Montefegatesi, Bagni di Lucca.